# Carolina García
Carolina García (Argentina) és la directora de sèries originals de Netflix.
Nascuda a Argentina, es va criar a Califòrnia, on va emigrar amb els seus pares i dos germans. Es va formar per ser ballarina des dels 4 anys, i també va estudiar per ser cantant. No obstant això, veient la sèrie de ficció 24, protagonitzada per Kiefer Sutherland, va decidir que volia entrar a la indústria de l'entreteniment. Va iniciar-se en aquest món com a becària a 20th Century Fox Television, on va estar nou anys. En aquest període va anar ascendint fins a arribar a gerent de Programació Actual. Des del 2016 és directora de sèries originals de Netflix. Ha supervisat sèries d'èxit com Stranger Things i altres per ampliar el repertori de sèries llatinoamericanes com "The Chilling Adventures of Sabrina", "13 Reasons", "Atypical" i "Raising Dion". El 2021 la BBC la va incloure a la llista de les 100 dones més inspiradores.